# Yggdrasil dans la culture populaire
Pour un article plus général, voir Yggdrasil.
Yggdrasil, l'Arbre-Monde de la mythologie nordique, apparaît à de très nombreuses reprises dans la culture populaire.

## Littérature

### Fantasy
- Le Seigneur des anneaux de Tolkien s'inspire largement de la mythologie nordique. Le collier d'Arwen, l'Étoile du soir, a une forme inspirée d'un des symboles représentant Yggdrasil.
- Ygg est le nom d'un arbre symboliquement important dans le cycle des Princes d'Ambre, de Roger Zelazny.
- Dans La Tapisserie de Fionavar de  Guy Gavriel Kay, le sacrifice de Paul Shafer dans l'arbre d'été renvoie à celui d'Odin dans la Völuspá.
- Le roman Prisonnier des Vikings, de Nancy Farmer , présente Yggdrasil et l'ensemble de la mythologie nordique.
- Dans le cycle L'Ange du chaos de Michel Robert, c'est le nom d'emprunt de Morion le maitre des mystères de la Nation secrète du Chaos.
- Yggdrasil inspire également le personnage de l'Arbre Menoa, une entité spirituelle d'Ellesmera dans la saga L'Heritage (Eragon) de Christopher Paolini.

### Fantastique
- Dans le roman fantastique American Gods (2001) de Neil Gaiman, le personnage principal Ombre est pendu sur Yggdrasil de la même manière qu'Odin dans la Völuspá.

### Science-fiction
- Le Dernier Yggdrasill, roman de Robert F. Young, OPTA, coll. Club du livre d'anticipation n° 100, 1984  (ISBN 2-7201-0186-9 et 2-7201-0186-9).
- Ygdrasil (2005) est le titre d'un roman de Jorge Baradit, auteur chilien de science-fiction. L'Ygdrasil est un projet informatique conçu par une multinationale afin de créer une technologie composée d'ordinateurs et d'âmes humaines.
- Les personnages de la trilogie Le Livre des étoiles, d'Erik L'Homme, évoluent dans trois univers, qui font partie des neuf mondes qui reposent sur Yggdrasil.
- Dans le roman Hypérion de Dan Simmons, Yggdrasil est un arbre immense qui permet à une immense colonie de voyager à travers l'espace.
- Dans le roman expérimental de Mark Z. Danielewski, La Maison des feuilles.
- Yggdrasil fait aussi son apparition dans L'Alchimiste, de Michael Scott. C'est le lieu d'habitation de la déesse Hécate.
- Dans le manga Terra E 2007 de Keiko Takemiya, Yggdrasil est l'arbre-monde où toutes les connaissances humaines sont rassemblées. Il se trouve sur la Terre, qui est considérée comme la terre promise, le berceau de l'humanité.
- Yggdrasil est une trilogie de science-fiction écrite et publiée par Myriam Caillonneau entre 2016 et 2017.
- L'arbre des mondes est un élément important dans la trilogie Magnus Chase et les Dieux d'Asgard (2016-2018) de Rick Riordan, qui mélange le vingt-et-unième siècle et la mythologie nordique.

### Polars
- Yggdrasil est le nom donné à l'arbre constamment griffonné par le personnage de Henrietta Savernake dans le roman Le Vallon d'Agatha Christie. Ce dessin fournit une clef à Hercule Poirot pour résoudre l'énigme.

### Espionnage
- La Manipulation Yggdrasil, roman de Gérard de Villiers, paru en 1998.

### Autres
- L'Arbre-monde (2018, Richard Powers)

## Musique
- Le clarinettiste de jazz Jimmy Giuffre a intitulé l'un de ses morceaux Yggdrasil sur l'album Free Fall, avec le commentaire : « Yggdrasil, the Great Ash Tree Whose Roots and Branches Hold Together the Universe * Le groupe de metal suédois Amon Amarth cite l'Yggdrasil dans la chanson Tattered Banners and Bloody Flags :

« Nowhere is longer safe, The earth moves under our feet, The great world tree Yggdrasil, Trembles to its roots. »
- Le groupe de metal islandais Skalmold a réalisé un album nommé Vögguvisur Yggdrasils où chaque chanson est tirée d'un des mondes de la mythologie nordique.
- Yggdrasil est également un doujin composé par Haruka Shimotsuki, Ryo et Kujira Shionagi et interprété par Haruka Shimotsuki.
- Le deuxième album du groupe Wardruna se nomme Runaljod - Yggdrasil. Ce dernier se base sur les huit runes suivantes du vieux futhark : Fehu, NaudiR, EhwaR, AnsuR, Iwar, Ingwar, Gibu ainsi que Sowelu.

## Bande dessinée et animation
- Dans le manga Ah! My Goddess, Yggdrasil est le nom de l'ordinateur central du monde des déesses.
- Dans le comics Thor de Marvel, Yggdrasil apparaît aux côtés de beaucoup d'autres éléments de la mythologie nordique.
- Dans Mai-HiME et Mai-Otome, Miyu est une androïde dont le nom est l'acronyme de Multiple Intelligential Yggdrasil Unit.
- Dans Mnemosyne no Musume-tachi, le fruit de l'Yggdrasil rend les femmes immortelles et transforme les hommes en Anges, des créatures aux pouvoirs surhumains mais incontrôlables.
- Yggdrasil apparait dans Number de Kawori Tsubaki, où plusieurs de ses branches servent de support au monde humain.
- Dans Digimon Data Squad, Yggdrasil est la divinité du Digi-monde.
- Dans la deuxième saison de Sword art Online, Yggdrasil est le nom d'un arbre géant et par extension de la ville qui l'entoure.
- Yggdrasil est également mentionné dans la série d'animation japonaise Saint Seiya: Soul of Gold, où il aurait été replanté au royaume d'Asgard.
- Yggdrasil est également évoqué dans Global Garden de Saki Hiwatari, Angel Sanctuary et l’anime Matantei Loki Ragnarok.
- Dans Hunter x Hunter de Yoshihiro Togashi, Yggdrasil est mentionné comme élément d'un monde plus grand.
- Dans Le bouclier de Thor qui est 31e album de la bande dessinée Thorgal, Jolan se sert d'une branche de l'arbre Yggdrasil pour arrêter le temps et voler le bouclier de Thor comme le lui ordonne son maître Manthor[1].
- Dans la série d'animation Overlord, Yggdrasil est le monde d'origine du jeu d'où vient le personnage principal. Yggdrasil ainsi que les 9 mondes de la mythologie y sont mentionnés.
- Dans Little Witch Academia, Yggdrasil est le nom de l'arbre qui est la source de la magie.

## Jeu vidéo
- Dans Xenogears, Yggdrasil est le nom du vaisseau des sables utilisé par le prince Bart et ses hommes.
- Dans les jeux Dragon Quest, la feuille d'Yggdrasil permet de ressusciter un personnage et la rosée d'Yggdrasil restaure tous les points de vie de chaque équipier. L'Yggdrasil est le cœur du monde dans Dragon Quest IX et fait également une apparition dans Dragon Quest IV ainsi que dans l'épisode XI.
- Dans Breath of Fire III, Yggdrasil est un réseau d'arbres disséminés sur la carte du monde avec lequel il est possible d'interagir par l'intermédiaire du personnage de Peco.
- Dans Grandia sur PlayStation, Yggdrasil est le nom de l'opération menée par le général Baal.
- Dans Ragnarok Online qui, comme l'indique le titre s'inspire des mythologies nordiques, la feuille d'Yggdrasil permet de ressusciter un personnage et le fruit d'Yggdrasil restaure totalement les points de santé et de magie du personnage. Yggdrasil est également le nom d'un des niveaux du jeu.
- Le nom Yggdrasil revient de façon récurrente dans la série des Tales of. Il s'agit du nom secret de Mithos, l'antagoniste dans Tales of Symphonia et dans Tales of Phantasia, c'est le véritable nom de l'Arbre de Karlan.
- Dans l'univers de Warcraft, Nordrassil est l'ancien Arbre-Monde et Teldrassil est le nouvel Arbre Monde créé par les druides des Elfes de la Nuit.
- Dans Mega Man Zero, Yggdrasil est le lieu où Mega Man X avait scellé Dark Elf.
- Yggdrasil est un élément central dans l'univers Yggdrasil Hearts de la société Groupe-Midgard.com. Il est en particulier présent dans l'adaptation en MMORPG de cet univers : Yggdrasil Hearts Online.
- Dans Shadow Hearts sur PS2, le fruit d'Yggdrasil est un objet qui restaure toute la santé d'un personnage. C'est un fruit parfumé, blanc et rouge à cœur.
- Yggdra Union: We'll Never Fight Alone est un T-RPG sorti en 2006 sur GBA et en 2008 sur PSP.
- Dans Etrian Odyssey, Yggdrasil est le nom du labyrinthe que le joueur doit explorer.
- Yggdrasil, ainsi que la mythologie nordique de façon plus générale, jouent un rôle central dans le scénario de Tomb Raider: Underworld. Les différents attributs de Thor sont également utilisés dans le scénario.
- Yggdrasil est le véritable nom de Mercedes, l'un des personnages jouables d'Odin Sphere.
- Yggdrasil est un des mondes du jeu Faery: Legends of Avalon. L'univers d'Yggdrasil est constitué d'un immense arbre et de la petite clairière qui l'entoure.
- Dans le jeu vidéo SimCity Social, Yggdrasil est une des décorations naturelles à débloquer.
- Dans le jeu vidéo Starcraft, Yggdrasil est le nom de l'équivalent héros de l'unité Dominant.
- Dans Lightning Returns: Final Fantasy XIII, Yggdrasil est le nom d'un arbre aussi appelé Arbre de la Vie. Chacun de ses fruits représente un jour supplémentaire avant la fin du monde.
- Dans Age of Mythology, les héros reconstituent le manche du marteau de Thor à partir d'une racine d'Yggdrasil, afin de refermer la porte du tartare et d'empêcher Cronos de s'en échapper
- Dans le MMORPG Dragonica, la Feuille d'Yggdrasil est un objet récupérable.
- Dans le MMORPG The Secret World, Yggdrasil occupe le cœur de la Terre Creuse, et permet de rejoindre les différentes zones du jeu via un système de portails.
- Dans God of War il permet à Kratos et Atreus de se déplacer dans 6 des 9 mondes.
- Dans Xenoblade Chronicles 2, le groupe a pour quête d'atteindre le sommet l'Arbre-Monde afin d'y rencontrer le créateur du monde.
- Dans la série Fire Emblem, le continent de Jugdral tire son nom d'Yggdrasil. Dans Fire Emblem Heroes, Yggdrasill est également le nom de l'immense arbre liant les mondes entre eux au centre du scénario du livre VIII.
- Dans Assassin's Creed Valhalla, Yggdrasil est un superordinateur en forme d'arbre, créé par les architectes de la Première Civilisation pour explorer des simulations et préserver la vie humaine.

## Linux
- Yggdrasil Linux était le nom d'une distribution Linux.

## Filmographie
- Yggdrasil est présent dans le film Erik, le Viking (1989) de Terry Jones, sous la forme d'une île dans laquelle se situerait le Cor Résonnant, dont le souffle permettrait aux héros d'atteindre Ásgard, la cité des Dieux pour mettre fin au règne de la terreur.
- Il y a également une allusion à Yggdrasil dans le film Thor où le personnage de Thor explique à son interlocutrice, Jane Foster comment son père Odin lui a enseigné que l'arbre monde les reliait tous entre eux.
- Dans le film Captain America: First Avenger, Crâne rouge cherche un artefact dans un bas-relief en bois représentant un arbre gigantesque. Il s'agit d'une représentation d'Yggdrasil.
- Dans la série Vikings, Ragnar Lodbrok est amené par Aslaug devant un arbre gigantesque, considéré comme Yggdrasil.
- Dans la série Loki, Loki fusionne les branches du flux temporel, formant Yggdrasil.

## Autre
Yggdrasil est aussi un système d'identification utilisée dans le jeu Minecraft.